# Дзвели-Гавази (церковь)
Церковь Богоматери в Дзвели-Гавази (груз. ძველი გავაზის ღვთისმშობლის ეკლესია) — раннесредневековая христианская церковь в восточной Грузии, крае Кахетия. Она представляет собой тетраконх с куполом, расположенным над центром всей конструкции. Точное время постройки церкви неизвестно. Она датируется по типологическим признакам периодом до VI века, позднее, вероятно в IX веке, храм был перестроен с добавлением деамбулатория. Церковь подверглась масштабной реконструкции в 1852 году. Она была внесена в список недвижимых памятников культуры национального значения Грузии.

## История
Церковь Дзвели-Гавази расположена в селе Ахалсопели, в Кварельском муниципалитете, у подножия Большого Кавказа. Её название, переводимое как «старый Гавази», является отсылку к тому факту, что жители деревни, страдающие от грабительских набегов из соседнего Дагестана, покинули свои дома в начале XVIII века и переcелились на берега реки Алазани, где они основали Ахали Гавази, «новый Гавази». При власти Российской империи князь и генерал-адъютант Иване Амилахвари организовал восстановление покинутой деревни и возвращение туда её жителей, назвав её Ахалсопели («Новая деревня») в 1850 году. Два года спустя при его участии была восстановлена старая церковь, это событие было отмечено в тексте, начертанном на красной каменной плите, установленной над южным входом в деамбулаторий. В 1971 году в ходе археологической экспедиции, организованной Грузинским национальным музеем, было раскопано 35 захоронений на церковном дворе, с артефактами, датируемыми периодом с X до XVIII века.

## Архитектура
Церковь Дзвели-Гавази представляет собой тетраконх с четырьмя полукруглыми апсидами с полу-куполами, каждая из которых выступает с одной из сторон квадрата. Окружающий три четверти тетраконха деамбулаторий заканчивается в северной апсиде. Здание церкви увенчано центральным куполом, который покоится на восьмиугольном барабане, пронизанном тремя окнами, по одному с восточной, южной и западной сторон. Переход от квадратной планировки к округлому куполу осуществляется с помощью парусов, которые поддерживаются четырьмя полукруглыми колоннами из щебня без промежуточного объединяющего элемента капители. Схожий с церковью Дзвели-Гавази храм также располагается в Кахетии: «четырёхлистный» собор в Ниноцминде. В раннем Средневековье в регионе доминировал тип «трёхцерковной базилики», в которой центральный неф и два боковых нефа разделены сплошными стенами.